# Čabić
Pour les articles homonymes, voir Cabic.
Çabiq en albanais et Čabić en serbe latin (en serbe cyrillique : Чабић) est un village du Kosovo situé dans la commune/municipalité de Klinë/Klina et dans le district de Pejë/Peć. Selon le recensement kosovar de 2011, elle compte 862 habitants, dont une majorité d'Albanais.

## Histoire
Selon une charte du monastère de Dečani datée de 1330, le village de Çabiq/Čabić est considéré comme la plus importante propriété foncière de ce monastère. À cette époque, il comptait environ 200 foyers et dix popes ; à cette époque, l'église du village était dédiée à saint Pierre. Selon le recensement turc de 1455, le village comptait 67 maisons serbes, dont celle du pope. L'église Saint-Nicolas a été construite à la fin du XVIe siècle ou au début du XVIIe siècle ; elle a été minée et rasée en 1999, au moment de la guerre du Kosovo ; en raison de son importance, elle est encore inscrite sur la liste des monuments culturels d'importance exceptionnelle de la république de Serbie ; elle est également inscrite sur la liste des monuments culturels du Kosovo.

## Démographie

### Évolution historique de la population dans la localité
| 1948 | 1953 | 1961 | 1971 | 1981 | 1991  | 2011 |
| ---- | ---- | ---- | ---- | ---- | ----- | ---- |
| 390  | 440  | 580  | 714  | 956  | 1 136 | 862  |

|  |